# An Nahar
An Nahar est le premier quotidien de langue arabe au Liban. Il est édité à plus de 25 000 exemplaires.
An Nahar, qui signifie « Le Jour », a été fondé le 4 août 1933, et est aujourd'hui considéré[Par qui ?] comme le quotidien libanais de référence. Modéré et libéral, il est lu aussi bien par l'intelligentsia libanaise, que par les étudiants et les cadres. Il est également diffusé à l'étranger.
Le site est très complet et porte sur l'actualité internationale, régionale et locale. À noter parmi les nombreuses rubriques : « Al Mulhaq », le supplément culturel, probablement le meilleur parmi les journaux arabes[réf. nécessaire]. son rédacteur en chef : Gébrane Tuéni a été assassiné le 12 décembre 2005.

## Historique
Fondé en 1933, le premier siège d'An Nahar était situé au souk de Beyrouth, puis à Hamra, avant de s’installer au centre-ville en 2004. son fondateur est Ghassan Tuéni.
Ghassan Tuéni a commencé en tant que simple marchand de journaux sur la route, puis a travaillé pour le journal « Ahrar » (احرار). Il a décidé de créer son propre journal « An Nahar » (النهار). En 1948, il était l’ambassadeur du Liban en Argentine, à l'ONU de 1977 à 1982.

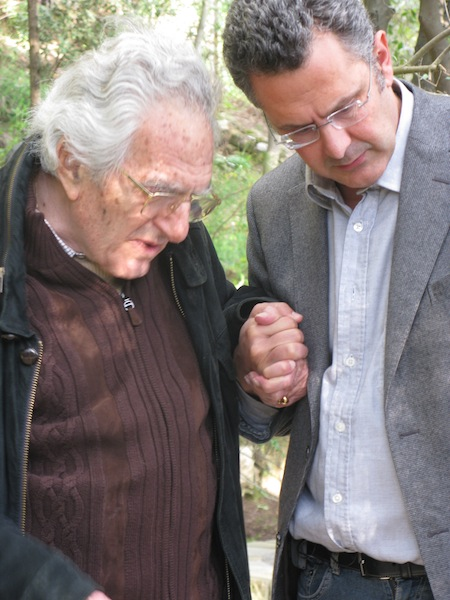
Ghassan Tuéni.

Gébrane Tuéni hérite alors de la direction du journal et apporte un nouveau souffle au quotidien pour en faire un des journaux les plus influents au Liban et dans le monde arabe. Après son assassinat en 2005, sa fille Naila reprend les commandes du journal.
Journal libre et indépendant, An Nahar a eu à subir les contrecoups de la guerre civile qui a ravagé le Liban de 1975 à 1989; ses archives ont été plusieurs fois subtilisées par les différents belligérants du conflit.
En 2018, le groupe An Nahar s'étoffe de plusieurs services : compagnie d’imprimerie, site internet, maison d’édition, web TV et compagnie de distribution.
Il rencontre pourtant des difficultés  comme toute la presse papier qui voit son tirage s’effondrer avec l'apparition de la presse en ligne doublée de la crise économique et sociale que subit le Liban depuis quelques années. Le journal s'est illustré le 11 octobre 2018 par une édition originale en publiant des pages blanches pour protester de la crise que vit la presse écrite au Liban.
Le bâtiment du journal Al-Nahar, qui se trouve a proximité du port de Beyrouth, a été gravement endommagé par l'explosion du 4 août 2020 (Beirutashima). Au moins, 15 journalistes travaillant au journal ont été blessés et beaucoup d’autres one été affecté par la destruction de leurs maisons .

## Logo du journal
« كلما صاح الديك طلع النهار » (Au chant du coq, Le Jour paraît). Le coq est donc le symbole du journal. La couleur bleue attribué au coq est associée au ciel, espace ouvert et infini à tous.

## Le journal
La rubrique locale et politique prend la plus grande partie du journal.
Plusieurs journalistes se sont mobilisés par des articles de presse. L’État libanais achète la maison de Fairuz, chanteuse libanaise connue mondialement, et la transforme en musée. L'État l’a finalement achetée.
Pour traduire l'esprit du journal, Ghassan Tuéni disait « ا ذا كلب عض انسان... هذا ليس خبر, و لكن هذا انسان عض كلب... هذا خبر » (si un chien mord un homme, ce n’est pas nouveau, rien à raconter ; mais si un homme mord un chien, ça c’est une info ! )

### Les suppléments
Depuis longtemps, An Nahar crée des suppléments. Gébrane Tuéni a comme but d’élargir les suppléments et place définitivement les suppléments suivants : le supplément culturel, sportif, al dalil (tout ce qui a rapport avec le cinéma, le théâtre, l’art…) nahar el chabab (pour rapprocher les gens, créer des liens, des articles écrits par des jeunes) jusqu’en 2000. Ceux-ci ont stoppé en attendant une amélioration mais Gébrane meurt. Sa fille, Nayla, fait revivre Nahar el chabab et de nouveaux suppléments apparaissent : houkouk el insan (droit de l’homme), nharak (santé, mode), alam el nahar, junior kids.
En 2015, les suppléments connaissent une autre pause à cause de la pression des médias à l’exception d’al dalil et du supplément culturel, mais ont repris plus tard en 2017.

### Les crises

#### 3 mai 1961
Le journal est suspendu de parution pour dix jours à cause d'une caricature concernant le Liban et la Syrie.

#### 11 octobre 2018
« Un Nahar blanc face à l'obscurantisme », tel est le slogan lancé par le journal An Nahar, le jeudi 11 octobre 2018.
Le journal, le siteweb et les réseaux sociaux d'An Nahar font tous page blanche. En effet, le journal imprime huit pages vierges, le compte Twitter partage une image banche et le site également est blanc. Cette initiative reflète la crise de la presse, mais surtout la situation politique instable du pays en crise.
Plusieurs hommes politiques libanais ont réagi à l’édition du journal, dont le député Samy Gemayel, chef des Kataëb, qui estime que c’est un « message puissant qui reflète le degré de négligence de l'État vis-à-vis du quatrième pouvoir et surtout de la presse écrite » ; ainsi que Ziad Hawat, député de Jbeil, qui affirme que c’est un « cri inédit de la part d'an-Nahar qui exprime une grande douleur ». Il écrit également sur ses réseaux sociaux : « Nous craignons la mort d'une partie du Liban, sa liberté, et c'est pour cela qu'il est de notre devoir de soutenir la presse écrite (...) »

#### La presse
An Nahar a vu son tirage s'effondrer au fil des années, de 50 000 exemplaires à 25 000 exemplaires.

### Quelques plumes du journal
- Pierre Sadek, caricaturiste politique, pionnier de la liberté d'expression
- Elias Khoury, romancier, dramaturge et critique libanais est le rédacteur en chef du supplément culturel Al-Mulhak.
- Samir Kassir, journaliste assassiné en 2005, est également un historien franco-libanais.

## Le site internet
Le siteweb existait depuis 1995. Jusqu’en 2011, il reprennait le contenu papier du journal avant d'être remodelé pour en faire un siteweb complet riche et varié.En 2014, le journal en ligne est décliné en version anglaise et française,.

## Les réseaux sociaux
L’utilisation des réseaux sociaux à An Nahar débute en 2012 avec Twitter et Facebook, ce qui mène à une interaction avec les lecteurs.
En 2014 ils créent un compte Snapchat et un compte Instagram. Ils ont une stratégie pour communiquer avec les gens à travers les réseaux sociaux et ainsi simplifier l’accès aux lecteurs.
On retrouve aussi des comptes YouTube et Daily motion.

## L'imprimerie
25 000 exemplaires sont imprimés chaque jour. Les imprimeries An Nahar possèdent deux grandes machines d'impressions, une qui date de 1963 et qui assure l’impression de 17 000 exemplaires par heure, et une deuxième datant de 1974, qui produit 60 000 exemplaires par heure.
Daily star, Anwar, le New York Times, L’Orient-Le Jour naissent chaque jour dans les sous-sols de l’imprimerie An Nahar à Hamra.
L’impression débute à 19h30 et la distribution commence avant le chant du coq à 4 heures du matin.